# PGC 66062
LEDA/PGC 66062 ist eine Spiralgalaxie vom Hubble-Typ S im Sternbild Indianer am Südsternhimmel. Sie ist schätzungsweise 235 Millionen Lichtjahre von der Milchstraße entfernt. Möglicherweise bildet sie gemeinsam mit PGC 66064 ein gravitativ gebundenes Galaxienpaar.